# Архипова (Пермский край)
Архипова — деревня в Кудымкарском районе Пермского края. Входила в состав Ошибского сельского поселения. Располагается на реке Весым севернее от города Кудымкара. Расстояние до районного центра составляет 43 км. По данным Всероссийской переписи населения 2010 года, в деревне проживало 54 человека (28 мужчин и 26 женщин).

## История
По данным на 1 июля 1963 года, в деревне проживало 99 человек. Населённый пункт входил в состав Трапезниковского сельсовета.